# El hombre de hierro (novela)
El hombre de hierro (En inglés: The Iron Man: A Children's Story in Five Nights, y alternativamente The Iron Giant) es una novela perteneciene al género de ciencia ficción y aventuras del año 1968, del laureado escritor y poeta británico Ted Hughes, fue publicada por primera vez por Faber and Faber en el Reino Unido con ilustraciones de George Adamson. Descrito por algunos como un cuento de hadas moderno, narra la llegada inesperada a Inglaterra de un "hombre de metal" gigante de origen desconocido que hace llover destrucción sobre el campo comiendo maquinaria agrícola industrial, antes de entablar amistad con un niño pequeño, y posteriormente defendiendo el mundo de un gigantesco dragón del espacio exterior. Ampliando la narrativa más allá de una crítica de la guerra y el conflicto entre humanos, Hughes escribió más tarde una secuela, titulada La mujer de hierro (The Iron Woman) en el año 1993, describiendo la retribución basada en temas ambientales relacionados con la contaminación.
En Estados Unidos fue censurado el nombre inglés original The Iron Man, y cambiado en todos los ámbitos posibles por 'The Iron Giant' (El gigante de hierro), para evitar utilizar la marca del personaje de historietas estadounidenses de Marvel Iron Man.

## Historia
El hombre de hierro llega aparentemente de la nada, y su apariencia se describe en detalle. Para sobrevivir, se alimenta de maquinaria agrícola local. Cuando los peones descubren sus tractores y excavadoras destruidos, se le tiende una trampa que consiste en un pozo cubierto en el que se coloca un camión rojo como cebo. Hogarth, un chico local, atrae al hombre de hierro a la trampa. El plan tiene éxito y el hombre de hierro es enterrado vivo. La próxima primavera, el hombre de hierro se libera del pozo. Para mantenerlo fuera del camino, Hogarth lleva al hombre de hierro a un montón de chatarra para festejar. El hombre de hierro promete no causar más problemas a los lugareños, siempre y cuando nadie lo moleste.
Pasa el tiempo y el hombre de hierro es tratado como un miembro más de la comunidad. Sin embargo, los astrónomos que monitorean el cielo hacen un nuevo descubrimiento aterrador; un enorme ser espacial, parecido a un dragón mitológico, moviéndose desde la órbita para aterrizar en la Tierra. La criatura pronto es apodada el Dragón espacial murciélago angel ("Space-Bat-Angel-Dragon") y se estrella fuertemente en Australia (y se descubre que es lo suficientemente grande como para cubrirla por completo) entonces exige que la humanidad le proporcione comida.
Aterrorizados, los humanos envían sus ejércitos para destruir al dragón, pero permanece ileso. Cuando el hombre de hierro se entera de esta amenaza global, permite que lo desarmen y lo transporten a Australia, donde desafía a la criatura a una competencia de fuerza. Si el gigante de hierro puede soportar el calor del petróleo ardiendo durante más tiempo del que la criatura puede soportar el calor del Sol, la criatura deberá obedecer las órdenes del gigante de hierro para siempre; si el Hombre de Hierro se derrite o tiene miedo de derretirse antes de que el ser espacial sufra o tema el dolor del Sol, la criatura tiene permiso para devorar toda la Tierra.
Después de jugar este juego durante dos rondas, el dragón está tan quemado que ya no parece físicamente aterrador. El gigante de hierro, por el contrario, solo tiene un lóbulo de la oreja deformado para mostrar sus dolores. La criatura alienígena admite la derrota. Cuando se le preguntó por qué vino a la Tierra, el dragón revela que es un "espíritu estelar" pacífico que experimentó entusiasmo por las imágenes y sonidos en curso producidos por la guerra violenta de la humanidad. En su propia vida, fue cantor de la "música de las esferas"; la armonía de su especie que mantiene el cosmos en equilibrio estable.
El hombre de hierro ordena al dragón que cante a los habitantes de la Tierra, volando justo detrás de la puesta del sol, para ayudar a calmar a la humanidad hacia una sensación de paz. La belleza de su música distrae a la población de su egocentrismo y tendencia a la lucha, provocando la primera paz mundial duradera.

## Publicación
La primera edición norteamericana también fue publicada en 1968 por Harper & Row con ilustraciones de Robert Nadler. Su título principal se cambió a El gigante de hierro, y las menciones internas del hombre de metal (Iron Man) se cambiaron a gigante de hierro (Iron Giant), para evitar confusiones con el personaje de Marvel Comics, Iron Man. Las ediciones estadounidenses han continuado con la práctica, ya que Iron Man se ha convertido en una franquicia multimedia muy aclamada gracias a Robert Downey Jr..
En Faber and Faber publicaron una nueva edición en el año 1985 con ilustraciones de Andrew Davidson, por la que Hughes and Davidson ganó el premio Kurt Maschler, o el Emils. De 1982 a 1999, ese premio reconoció un "trabajo de imaginación para niños británico, en el que se integran texto e ilustración para que cada uno realce y equilibre al otro". La edición de Davidson de 1985 se publicó en Gran Bretaña y Estados Unidos (manteniendo el título 'gigante') y hubo reediciones con las ilustraciones de Davidson, incluidas algunas con otros artistas de portada. Sin embargo, la novela ha sido reilustrada por al menos otros dos ilustradores, Dirk Zimmer y Laura Carlin (actualmente, Walker Books).Pete Townshend produjo un álbum conceptual musical basado en la novela en el año 1989, mientras que Brad Bird dirigió la adaptación cinematográfica animada aclamada por la crítica en el año 1999, titulada El gigante de hierro, con el actor Vin Diesel interpretando al gigante de hierro.
En agosto de 2019, se lanzó una versión ilustrada actualizada en el Reino Unido con nuevas ilustraciones del artista Chris Mould.

## Adaptaciones
En 1999, Warner Bros. estrenó una película animada utilizando la novela como base, titulada El gigante de hierro, con el actor Vin Diesel interpretando al gigante de hierro, fue dirigida por Brad Bird y coproducida por Pete Townshend.